# Карпов, Пётр Иванович
Пётр Иванович Карпов (14 мая 1947, село Преградное, Ставропольский край — 16 апреля 2020, Кемерово, Россия) — советский и российский артист оперетты, народный артист России (1995).

## Биография
Пётр Иванович Карпов родился 14 мая 1947 года в селе Преградном Красногвардейского района Ставропольского края. Учился в Волгограде в ГПТУ-21. Затем работал слесарем на Волгоградском сталепроволочно-канатном заводе, занимался в художественной самодеятельности и в спортивной секции. Служил в Советской армии.
В 1973 году окончил Волгоградское училище искусств по специальности «артист театра музыкальной комедии». Одновременно в 1969—1973 годах служил артистом хора Волгоградского театра музыкальной комедии.
В 1973—1977 годах был солистом-вокалистом Оренбургского театра музыкальной комедии.
С 1977 года выступал в Музыкальном театре Кузбасса.
В 2001—2011 годах был председателем Кемеровского регионального отделения Союза театральных деятелей России.
Вёл программу «Резонанс» на Кемеровском телевидении.

## Награды и премии
- Премия «Молодость Кузбасса» (1981).
- Заслуженный артист РСФСР (9 февраля 1984)[2].
- Народный артист Российской Федерации (27 января 1995) — за большие заслуги в области искусства[3].
- Медаль «За особый вклад в развитие Кузбасса» III степени (2002).
- Медаль «За особый вклад в развитие Кузбасса» II степени (2004).
- Медаль «За служение Кузбассу» (2007).
- Лауреат премии Кузбасс (2012).
- Медаль «70 лет Кемеровской области» (2013).
- Медаль «За веру и добро» (2017).

## Партии в опереттах
- «Василий Тёркин» А. Новиков — Василий Тёркин
- «Левша» В. Дмитриев — левша
- «Цыганский барон» И. Штраус — Баринкай
- «Сильва» И. Кальман — Эдвин
- «Летучая мышь» Иоганна Штрауса (сына) — Генрих Айзенштайн
- «Веселая вдова» Ф. Легар — граф Данило
- «Дон Жуан в Севилье» М. Самойлов — Командор
- «Паганини» Ф. Легар — Паганини
- «Баядера» И. Кальман — Раджами
- «Графиня Марица» Имре Кальмана — Тассило
- «Цыганская любовь» Ф. Легар — Сандор
- «Холопка» Н. Стрельников — Андрей
- «Беспокойное счастье» Ю. Милютин — Балашов
- «Белая акация» И. Дунаевский — Куприянов
- «Герцогиня Лефевр» А. Кремер — Жозеф
- «Ханума» Г. Канчели — князь Пантиашвили
- «Любовь всегда права, или Бомарше и К» М. Самойлов — граф Альмавива
- «Клоп» Э. Лазарев — Присыпкин
- «Два дня весны» И. Дунаевский — Толя
- «Свадьба в Малиновке» Б. Александров — Андрейка
- «Дон Жуан в Севилье» М. Самойлов — Командор
- «Пусть гитара играет» О. Фельцман — Сергей Захаренко
- «Бабий бунт» Е. Птичкин — Николка
- «Свадьба Кречинского» А. Колкер — Нелькин
- «Король уродов» В. Ильин — Феб и Юродивый
- «Семья Агабо» Г. Цабадзе — Дито
- «Прекрасная Елена» Ж. Оффенбах — Парис
- «Когда часы двенадцать бьют» («Золушка») А. Спадавеккиа — король
- «Весёлая вдова» Ф. Легар — барон Зетта
- «Мистер Икс» И. Кальман — директор цирка
- «Своей душе не прекословь» М. Самойлов — Фёдор Байкалов
- «Медведь» Г. Седельников — Смирнов
- «Солнце Лондона» Ф. Комишел — Кин
- «Алые паруса» В. Лесовская — пан Тен
- «Страсти святого Микаэля» М. Самойлов — гроссмейстер